# Успение Богородично (Копривщица)
Вижте пояснителната страница за други значения на Успение Богородично.
„Успение Богородично“ или „Света Богородица“ е най-старата църква на град Копривщица, паметник на културата от местно значение, вдигната върху основите на по-стар храм. Надписът на фронтона, над главния вход на храма гласи: „Храмъ Успенѝе Пресветѝя Богоро̀дицы“. Намира се на ул. „Димчо Дебелянов“ № 26а, непосредствено над центъра на града. От 1987 г. храмов свещеник е отец Богомил Читалов.. През 2017 г. в тържествена обстановка е отбелязана 200-годишнината от основаването на храма. Храмовият празник се чества всяка година на 15 август, Голяма Богородица с тържествена Света литургия и благословен курбан.

## История
Първоначалната сграда на храма е изгорена от турците при кърджалийските нападения над Копривщица между 1804 и 1810 г. Събралите се на 8 юли 1817 г. копривщенски църковни настоятели обявяват: „Воздвигохом от основания сего светаго храма, иже бист разорен и сожжен совсем от иновременних агаряни, иже и кърджалии нарицаху ся, попущением Божиим грех ради наших. Сего мы подновихом во славу пресветия владичици нашея Богородици и приснодеви Марии, во славном ея Успении." Възстановяването на църквата станало с набрани от над двеста копривщенци средства.
Сегашната храмова постройка е вкопана отчасти в земята (поради ограниченията за височина, налагани от османските власти) трикорабна базилика с вътрешен балкон (женско отделение). Предполага се, че олтарната ѝ апсида е остатък от стария, опожарен храм. Върху външната стена на притвора има строителен надпис с дата 8 юли 1817 г. Според Константин Иречек постройката е дело на „български майстори от Смолско и Мирково. Преданието гласи, че сградата била свършена за 11 дни, когато получили от турския аянин позволение само под влиянието на известни особени случки.“
Към 1835 г. храмът става вече малък за нуждите на града. През 1836 г. гробищата са изнесени от двора му, а в 1839 г. е решено да се издигне втора черква – „Свети Никола".
В двора на църквата е имало два метоха – на Хилендарския и Рилския манастир, чиито духовници създават и първите килийни училища в Копривщица. Там е имало и къщичка, където Христо Г. Данов заедно с Илия Кацаров са живели като ученици-стипендианти на Копривщенското черковно настоятелство.
Чешмата в двора датира от 1817 г., а външната чешма на архимандрит Гавраил, вградена в масивния зид – от 1823 г.
През 1876 година камбаните на църквата обявяват началото на Априлското въстание. Днешната камбанарията обаче е строена по-късно, през 1896 г., с дарения на големия копривщенски благодетел хаджи Ненчо Палавеев.
Южно от църквата се намира малък параклис, издигнат също със средства на хаджи Ненчо през 1907 г. Там се провеждат службите, докато петнайсетина години главната черква е в реставрация. На 13 август 1989 г. тя е преосветена и отново отворена за богомолци. Понастоящем (2022) параклисът се е саморазрушил.

## Интериор
Наосът е разделен на три кораба от два реда по шест дървени и измазани колони. От запад е разположен обширен вътрешен притвор (отделен е само с редица по-тънки дървени колони), върху който се развива дълбока емпория (балконът). Олтарната част има централна апсида и многобройни ниши по източната, южната и северната стена. Централният кораб завършва с полукръгла апсида. Таваните над страничните кораби са равни и обковани с дървена ламперия, а над средния кораб има имитация на полуцилиндрично сводесто покритие. Църквата има три престола (олтара), посветени на свети Йоан Кръстител, на Успение Богородично и на св. Архангели Михаил и Гавриил. На стари фотографии се вижда, че за известно време храмът е имал висок купол. Впоследствие той е махнат.

### Дърворезба
Олтарът е отделен от наоса с красив дърворезбен иконостас, закрепен за два масивни дървени стълба. Той е съставен от три различни по време и изработка части. Двата малки странични дяла изглеждат по-стари и вероятно са пренесени от изгорената църква или от друг храм в околностите на града. Средната част, отговаряща на централния кораб, датира от 1821 г. и е украсена с библейски сцени сред плетница от гроздове, птици, животни, красиви цветя и решетки. Според Асен Василиев копривщенският иконостас силно наподобява по стил онзи в габровската църква „Свети Иван Предтеча“ (1814) и може би е дело на същия майстор-резбар – хаджи Георги от Видин.

### Живопис
Иконостасните икони „Христос“, „Три светители“, „Събора апостолски“, „Успение Богородично“, „Йоан Кръстител“ и Богородица“, „Свети Петър и Павел“ рисува между 1893 и 1913 г. роденият в Галичник Иван Георгиев Спаовски. Иконите на свети Георги Победоносец (1837), свети Евстатий (1838) и Успение Богородично (1838) са от Захарий Зограф,  на свети Иван Рилски с десет житийни сцени (1838) – от Йован Иконописец, а образите на двамата безсребреници свети Козма и Дамян и на свети Илия – от копривщенския майстор Христо Енчев.
Стенописите в олтара са изработени през 1900 г. от самоковския живописец Спас Захариев. През 2002 г. пловдивчанинът Валери Любомиров Николов рисува светци в цял ръст на северната и южната стена между прозорците. Стенописна украса има и на пандативите над колоните.

### Ризница
На копривщенския храм „Успение Богородично“ е принадлежало ръкописното четириевангелие, преписано от даскал Рашо от Враца през 1644 г., още преди опожаряването на старинната черква от кърджалиите. През XVIII в. (вероятно в 1795 г.) то е подвързано с красив обков от сребро и злато. Добавена към книгата приписка сочи, че този обков е дарен или изработен от Лазар Николов. Евангелието дълго време се е пазило в храма, но през петдесетте години на XX в. църковното настоятелство го предава на музея в града, където се намира и днес.

## Гробище
По-рано около църквата е имало 98 изцяло или отчасти запазени надгробни паметника от 1762 – 1874 г. Шест големи плочи от 1829 – 1874 г., вдигнати от гробовете, които някога са покривали, са подпрени сега (2018) на един от оградните зидове. От южната страна на храма са погребани Тодор Каблешков, архимандрит Евтимий Сапунджиев, а от източната политикът Рашко Маджаров. Внушителен е саркофагът на благодетеля хаджи Ненчо Палавеев и неговите родители. В гробищата на север от църквата почиват комунистът ген. Иван Врачев, известният като „последен копривщенски възрожденец“ основател на съвременното музейно дело в Копривщица Петко Теофилов и мнозина други копривщенци. Забележителен е надгробният паметник на Димчо Дебелянов, създаден от скулптора проф. Иван Лазаров (1934): неговата статуя изобразява майката на поета, обезсмъртена в стихотворението му „Да се завърнеш в бащината къща“.

## Галерия
- Успение Богородично (около 1900)
- Източната страна на храма (1817) с гроба на Рашко Маджаров (1943)
- Вътрешността на храма
- Успение Богородично (1838), икона от Захарий Зограф
- Църковният параклис (1907)
- Гробницата на Ненчо Палавеев и родителите му (1930)
- Гробът на Димчо Дебелянов с изработена от Иван Лазаров статуя (1934)
- Чешма от архимандрит Гавриил (1823)
- Църквата със старата камбанария и метоха зад нея
- Строителен надпис на храма
- Стенопис „Успение Богородично“ в магерницата
- Стенопис „Влизанато в Ерусалим“ в магерницата
- Стенопис „Тайната вечеря“ в магерницата
- Ненчо Палавеев пред собствения си паметник

## Строителен надпис
Отвън в западната стена на църквата е вградена каменна плоча с надпис, който в превод на новобългарски гласи: „По благоволението на Отца, с помощта на Сина и с благодатта на Светия Дух тази света църква си изгради из основи по времето на преосвещения Филипополски митрополит господин Йоаникий, с общото братско съгласие на всички копривщенци малки и големи, и се освети с три свети престола: първия [главен и наречен на] храма [в чест на] Успението на Пресветата Богородица, втория [в чест на] Рождеството на честния и славния Кръстител Йоан, третия [в чест на] Събора на Светите Архангели Михаил и Гавриил. Лето от Въплъщението на Бога-Слово [Иисус Христос] 1817, индикт 5, 8 число на месец юли.“

## Изследвания
- 200 години храм „Успение на Пресвета Богородица“: сборник с доклади от научна конференция, посветена на 200-годишния юбилей на храма, 7-8 юли 2017 г. (ред. Илия Тодев). Копривщица, 2017.